# Pacentro
Pacentro település Olaszországban, Abruzzo régióban, L’Aquila megyében. Lakosainak száma 1083 fő (2023. január 1.). Pacentro Cansano, Fara San Martino, Palena, Sant’Eufemia a Maiella, Sulmona, Campo di Giove, Lama dei Peligni és Taranta Peligna községekkel határos.

## Népesség
A település lakossága az elmúlt években az alábbi módon változott:
| Lakosok száma | 1139 | 1140 | 1083 |
|               | 2017 | 2018 | 2023 |